# Wola Łagiewnicka
Wola Łagiewnicka (prononciation : [ˈvɔla waɡʲɛvˈnit͡ska]) est une localité polonaise de la gmina de Kiszkowo dans le powiat de Gniezno de la voïvodie de Grande-Pologne dans le centre-ouest de la Pologne.
La localité possédait une population de 32 habitants en 2013.

## Histoire
De 1975 à 1998, la localité faisait partie du territoire de la voïvodie de Poznań.

Depuis 1999, Wola Łagiewnicka est située dans la voïvodie de Grande-Pologne.